# L'arte di arrangiarsi
L'arte di arrangiarsi är en italiensk komedifilm från 1954 i regi av Luigi Zampa.

## Rollista i urval
- Alberto Sordi - Rosario Scimoni
- Marco Guglielmi - advokat Giardini
- Franco Coop - Il sindaco
- Luisa Della Noce - Paola Toscano

- Elli Parvo - Emma Scimoni
- Armenia Balducci - Lilli De Angelis
- Carletto Sposito - di Lanocita
- Antonio Acqua - ingenjör Casamottola
- Gino Buzzanca - baron Mazzei